# Thang cường độ địa chấn Nhật Bản

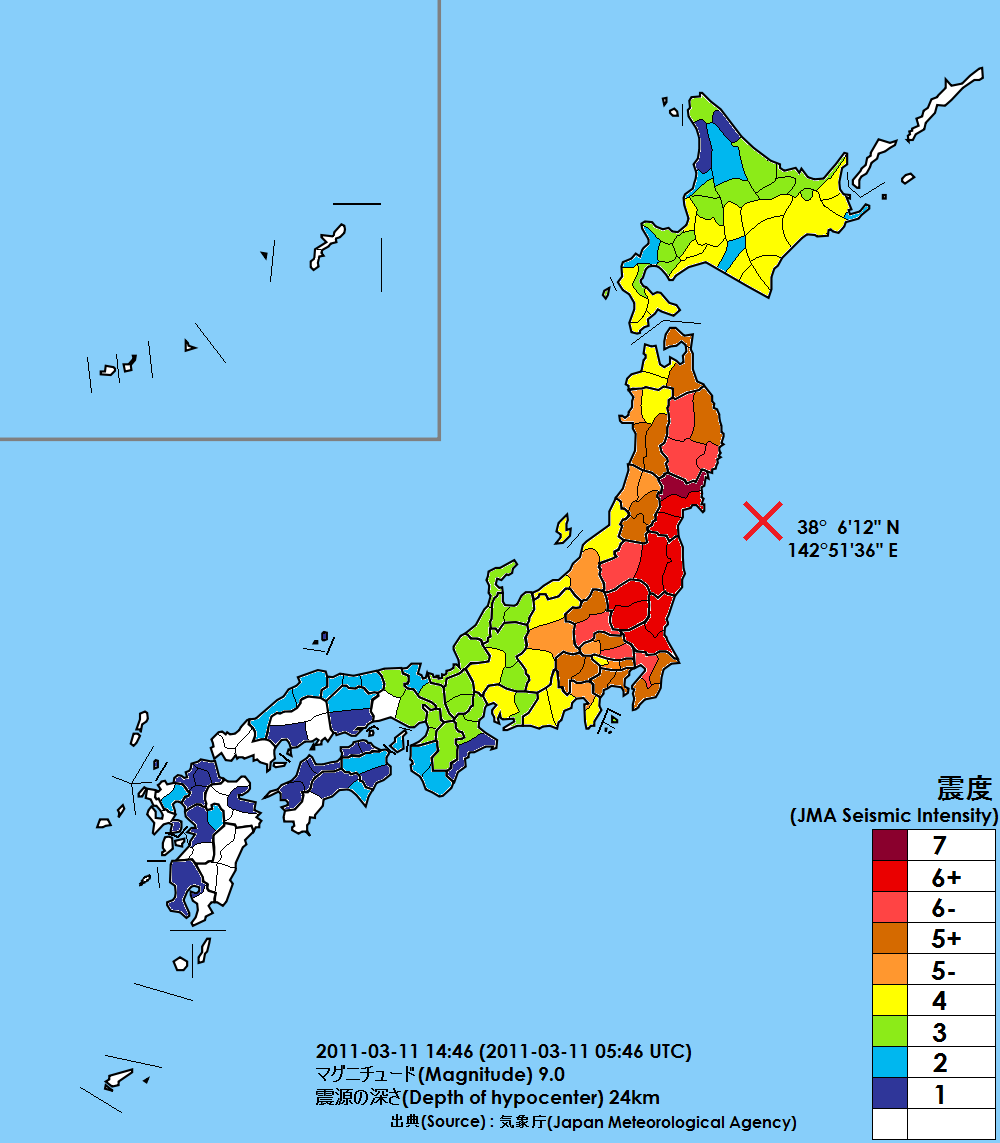
Các mức độ địa chấn cao nhất cho từng khu vực của Trận động đất ngày 11 tháng 3 năm 2011 được thể hiện theo thang địa chấn này

Thang cường độ địa chấn Nhật Bản (hay thang địa chấn JMA) là một thang địa chấn được sử dụng ở Nhật Bản và Đài Loan để đo độ mạnh của các trận động đất. Đơn vị của nó được gọi là shindo (震度 shindo, độ lắc). Khác với thang độ lớn moment, thang JMA này miêu tả cấp độ lắc tại một điểm trên bề mặt Trái Đất. Do đó, động đất sẽ khác nhau giữa các điểm, và được đánh giá là "shindo 4 ở Tokyo, shindo 3 ở Yokohama, shindo 2 ở Shizuoka".
JMA vận hành 180 địa chấn kế và 627 máy đo cường độ địa chấn và báo các trận động đất theo thời gian thực cho các phương tiện truyền thông và qua internet.

## Lịch sử
Nhật Bản có khoảng 400 trận động đất mỗi ngày, đa số chúng đều nằm trong thang này ở mức "0".
JMA đặt ra thang này đầu tiên với bốn mức Shindo năm 1884, gồm: 微 (không rõ), 弱 (yếu), 強 (mạnh), và 烈 (dữ dội).
Năm 1898, thang này đổi sang hệ số đếm, với các mức từ 0–7.
Năm 1908, các mức trong thang này được miêu tả, và các trận động đất được áp vào các mức dựa trên những tác động của chúng đối với con người. Thang này được sử dụng rộng rãi vào thời kỳ Minh Trị, và được sử đổi trong suốt thời kỳ Shōwa khi xem xét nhiều khía cạnh hơn.
Sau trận động đất Kobe 1995, mức 5 và 6 được tách làm 2, nên hiện tại có 10 mức: 0–4, 5 yếu/mạnh（５弱、５強）, 6 yếu/mạnh（６弱、６強） và 7.
Thang Shindo không có thay đổi kể từ  năm 1996.

## Các cấp trong thang JMA

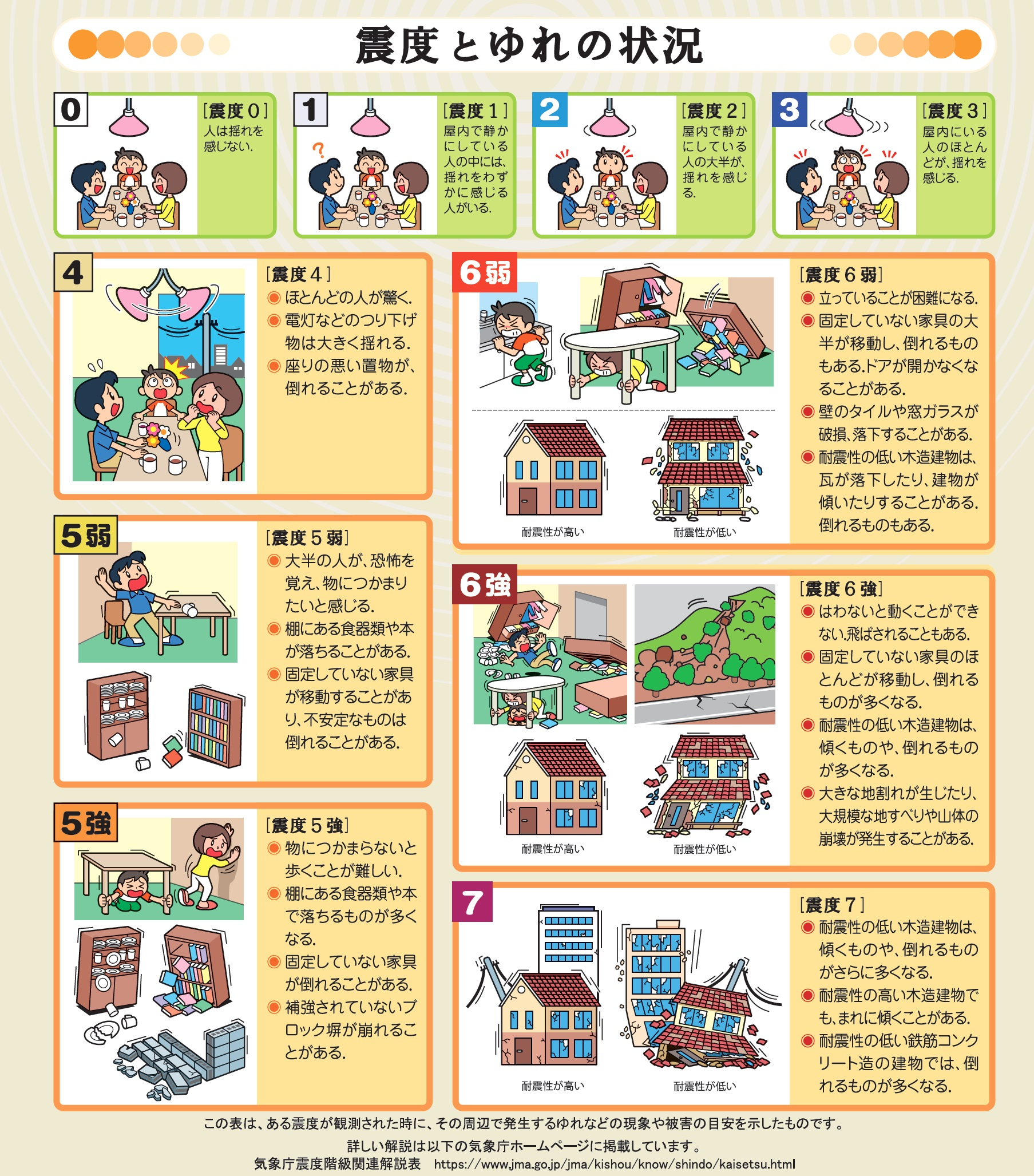
Thang đo cường độ địa chấn của Cơ quan Khí tượng Nhật Bản

Thang JMA có giá trị từ 0 đến 7, với 7 là cấp mạnh nhất. Thang cường độ Mercalli đôi khi được sử dụng cùng với thang Shindo; tuy nhiên, nó thường không được sử dụng nhiều ở Nhật Bản. Các báo cáo động đất theo thời gian thực được tính tự động từ các trạm đo đạc gia tốc nền. JMA báo cáo các trận động đất dựa trên gia tốc nền, được đo đạc tự động từ các trạm ghi địa chấn. Không có mối quan hệ tuyến tính hay một quan hệ đơn giản nào khác giữa số trong thang Shindo và gia tốc nền cực đại,, vì vậy giá trị trong bảng bên dưới chỉ thể hiện xu hướng phỏng đoán.
| Số Shindo) / Giá trị đo     | Con người                                                                               | Tình trạng trong nhà | Tình trạng bên ngoài | Tòa nhà dân cư | Các kiến trúc khác | Dịch vụ tiện ích                                                                    | Mặt đất và sườn dốc                                                                                        | Gia tốc nền cực đại(PGA) | Giá trị tương ứng ước tính trên Thang đo Mercalli |
| --------------------------- | --------------------------------------------------------------------------------------- | --- | --- | --- | --- | ----------------------------------------------------------------------------------- | --- | ------------------------ | ------------------------------------------------- |
| 0 (0) / 0–0.4               | Con người không thể cảm nhận được.                                                      | | | | |                                                                                     | | Nhỏ hơn 0,008 m/s²       | I                                                 |
| 1 (1) / 0,5–1,4             | Chỉ một vài người cảm nhận được bên trong toà nhà.                                      | | | | |                                                                                     | | 0,008–0,025 m/s²         | I-II                                              |
| 2 (2) / 1,5–2,4             | Nhiều người cảm nhận được khi ở bên trong toà nhà. Đánh thức một số người.              | Các vật treo như đèn lay động nhẹ. | | Rung lắc không gây ảnh hưởng. | Không có ảnh hưởng |                                                                                     | | 0,025–0,08 m/s²          | II-IV                                             |
| 3 (3) / 2,5–3,4             | Hầu hết những người trong nhà đều cảm nhận được. Một số người sợ hãi.                   | Đĩa trong kệ lắc lư nhẹ. | Dây điện lắc nhẹ. | Nhà có thể rung lắc mạnh. Các tòa nhà chống chịu động đất yếu (có thể) bị hư hỏng nhẹ. | Hư hỏng nhẹ đối với các kiến trúc cũ hơn, ít khả năng chống chịu động đất. (Có thể) có hư hỏng nhẹ với các kiến trúc chống động đất.                                           | Không có ảnh hưởng                                                                  | | 0,08–0,25 m/s²           | III-IV                                            |
| 4 (4) / 3,5-4,4             | Nhiều người sợ hãi. Một số người tìm cách thoát hiểm. Đánh thức hầu hết người đang ngủ. | Các vật dụng treo lắc đáng kể và dĩa trong kệ va vào phát ra tiếng. Những đồ trang trí trong nhà có thể đổ/rơi. | Dây điện lắc đáng kể. Người đi bộ và một số người lái xe nhận biết được rung động. | Hư hỏng nhẹ đối với các tòa nhà chống chịu động đất yếu. Hầu hết tòa nhà rung lắc mạnh và tường có thể nứt. Tòa nhà chung cư có thể rung lắc.                                                                 | Hư hỏng nhẹ đối với các kiến trúc khác. Hư hỏng rất nhẹ đối với các kiến trúc chống chịu động đất tốt.                                                                         | Gián đoạn (vd. điện)                                                                | Không có sạt lở đất/nứt vỡ mặt đất                                                                         | 0,25–0,80 m/s²           | V-VII                                             |
| 5-yếu (5-) (5弱) / 4,5-4,9  | Hầu hết mọi người tìm cách thoát hiểm. Một số người lúng túng tìm cách chạy.            | Đồ vật treo lắc mạnh. Hầu hết đồ trang trí không vững đều rơi. Đôi khi, đĩa trong kệ và sách rơi xuống và đồ nội thất di chuyển. | Cột điện có thể đổ. Cửa sổ có thể rơi/vỡ | Hư hỏng tường và cột với các tòa nhà chịu động đất yếu | Nứt tường ở các kiến trúc chịu động đất yếu. Hư hỏng nhẹ ở các kiến trúc chịu động đất tốt hơn                                                                                 | Van tự động tự cắt ga. Gián đoạn cung cấp nước. Mất điện.                           | Nền đất yếu có thể nứt. Có thể có đá rơi.                                                                  | 0,80–1,40 m/s²           | V-VIII                                            |
| 5-mạnh (5+) (5強) / 5,0–5,4 | Nhiều người sợ hãi đáng kể và cảm thấy khó di chuyển.                                   | Nhiều đồ vật nặng hoặc không được gắn kỹ càng di chuyển hoặc rơi, ví dụ như một ti vi trên giá đỡ rơi, đồ nội thất nặng như rương hoặc tủ bị rơi/đổ, cửa kéo trượt và biến dạng khung cửa khiến cho việc mở cửa trở nên khó/bất khả thi. | Tường bê tông không có cốt thép có thể sập và các bia mộ bị lật. Nhiều phương tiện giao thông dừng vì rung lắc mạnh dẫn đến khó di chuyển. Các máy bán hàng không được gắn kỹ càng có thể đổ. | Các tòa nhà chống động đất yếu hư hỏng đáng kể ở tường, các trụ cột và có thể bị nghiêng. | Vết nứt trung bình/lớn có thể được thấy ở tường. Trụ cột ở các kiến trúc chịu động đất yếu và cả những kiến trúc chịu động đất tốt hơn đều có vết nứt.                         | Ống dẫn khí ga/nước bị hư hỏng. (Dịch vụ ga/nước bị cắt ở một số vùng.)             | Vết nứt có thể xuất hiện ở mặt đất yếu.                                                                    | 1,40–2,50 m/s²           | VI-IX                                             |
| 6-yếu (6-) (6弱) / 5,5–5,9  | Khó có thể đứng vững.                                                                   | Rất nhiều các vật nặng/không được gắn kỹ càng bị rơi đổ. Trong nhiều trường hợp, việc mở cửa là bất khả thi. Mọi đồ vật rung lắc mạnh.                                                                                                   | Rung lắc mạnh có thể được cảm thấy ở bên ngoài. Các cột đèn rung lắc, và các cột điện có thể đổ, gây ra hỏa hoạn.                                                                             | Các tòa nhà chống động đất yếu đổ sập hoặc bị hư hỏng nặng, kể cả tường và trụ cột của các tòa nhà khác cũng bị hư hỏng. Các tòa nhà chung cư có thể đổ sập do các tầng rơi vào nhau.                         | Các kiến trúc chịu động đất yếu có thể dễ dàng bị hư hỏng hoặc có thể bị phá hủy. Kể cả các kiến trúc chịu động đất tốt cũng có các vết nứt lớn ở tường và có thể hư hỏng vừa. | Ống dẫn khí ga và/hoặc nước bị hư hỏng. Ga, nước và điện bị gián đoạn.              | Các vết nứt nhỏ và vừa xuất hiện trên mặt đất, và các trận sạt lở đất lớn hơn có thể xảy ra.               | 2,50–3,15 m/s²           | VIII-X                                            |
| 6-mạnh (6+) (6強) / 6,0–6,4 | Không thể đứng; không thể di chuyển mà không bò.                                        | Hầu hết các vật nặng/không được gắn kỹ càng rơi đổ. | Cây có thể đổ do rung lắc mạnh. Cầu và đường chịu hư hỏng nhỏ hoặc vừa. | Các tòa nhà chống chịu động đất yếu sẽ đổ sập hoặc hư hỏng rất nặng. Trong một số trường hợp, các tòa nhà chống động đất tốt cũng bị hư hỏng nặng. Chung cư nhiều tầng có thể đổ sập một phần hoặc hoàn toàn. | Nhiều bức tường đổ sập, hoặc ít nhất bị hư hỏng nặng. Một vài kiến trúc chịu động đất yếu đổ sập. Kể cả các kiến trúc chịu động đất tốt cũng hư hỏng nặng.                     | Trong hầu hết trường hợp, ống dẫn ga/nước bị hư hỏng. Mất điện, ga, nước diện rộng. | Các vết nứt lớn có thể xuất hiện trên mặt đất, và sạt lở đất xảy ra.                                       | 3,15–4,00 m/s²           | IX-X                                              |
| 7 (7) / 6,5 và lớn hơn      | Bị ném đi bởi rung lắc và không thể di chuyển.                                          | Hầu hết các vật nặng/không được gắn kỹ càng rơi đổ. | Hầu hết các viên gạch ốp tường/kính cửa sổ ở các tòa nhà bị hỏng hoặc rơi. Trong một vài trường hợp, tường bê tông cốt thép đổ sập.                                                           | Hầu hết hoặc tất cả tòa nhà dân cư đổ sập hoặc chịu hư hỏng nặng, cho dù chúng chịu động đất tốt thế nào. | Hầu hết hoặc mọi kiến trúc (kể cả các kiến trúc chịu động đất tốt) chịu hư hỏng rất nặng.                                                                                      | Mất điện, ga, nước diện rộng.                                                       | Mặt đất có những vết nứt rất lớn và các trận sạt lở đất rất lớn xảy ra, có thể thay đổi cấu trúc địa hình. | Hơn 4 m/s²               | X-XII                                             |